# Trachypteris picta
Trachypteris picta es la única especie de escarabajo del género Trachypteris, familia Buprestidae. Fue descrita por Kirby en 1837.
Se distribuye por Francia, Suiza, Austria, Turquía, España, Bulgaria, Hungría, Italia, Checa, Grecia, Croacia, Mongolia, Rusia, Afganistán, Kirguistán, Montenegro, Portugal, Rumania, Siria, Turkmenistán, Ucrania y Uzbekistán.